# Wichita megye (Kansas)
Wichita megye az Amerikai Egyesült Államokban, azon belül Kansas államban található. Megyeszékhelye és legnagyobb városa Leoti. Lakosainak száma 2152 fő (2020. április 1.). Wichita megye Logan, Kearny, Scott, Wallace, Hamilton és Greeley megyékkel határos.

## Népesség
A megye népességének változása:
| Lakosok száma | 2238 | 2261 | 2240 | 2192 | 2157 | 2152 |
|               | 2010 | 2011 | 2012 | 2013 | 2015 | 2020 |